# Kongernes Jelling
A Kongernes Jelling, azaz magyarul Királyok Jellingje a jellingi világörökségi emlékhely látogatói számára a 2000-ben létrehozott központi kiállítóhely és információs központ. A 2007 óta a Dán Nemzeti Múzeum szervezeti keretében működő, ingyenesen látogatható múzeum a 21. század legmodernebb módszereivel mutatja be a nemzeti emlékhely, jellingi viking emlékeket, az egységes Dánia és a dán királyság létrejöttének helyét, a feltárások eredményeit.

## A kiállítás

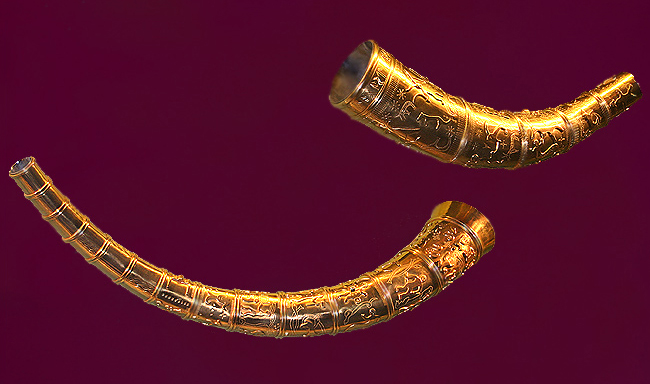
Az aranyszarvak másolatai

A Kongernes Jelling 350 négyzetméteres állandó kiállítása a legújabb kutatási eredmények mellett bemutatja a régészeti feltárások hosszú történetét. Látható a halmok létrejöttének tudományos rekonstrukciója, a ma is álló templom és az azt megelőző fatemplomok alaprajza is.
Megtekinthető az itt eltemetett 10. századi Gorm dán király családfája, amely részletesen ábrázolja, hogy az „Öreg Gorm” nem csak az 1972 óta uralkodó II. Margit dán királynő őse, hanem szinte az összes régi és jelenlegi európai uralkodó családban megtalálhatók a leszármazottai.
A kiállítás legértékesebb darabjai közé tartozik az Észak-Schleswig területén a 17. és 18. században fellelt két aranyszarv másolata. Ezek a szakrális tárgyak az 5. században, a germán vaskorban készültek, a kisebbiken óészaki nyelven írt feliratok vannak korabeli rúnaírással.

## Kilátás az épület tetőteraszáról
A kiállítás épületének tetőteraszáról különleges perspektívából lehet rátekinteni a két halomra és a közöttük álló, a 12. század legelején épült templomra.

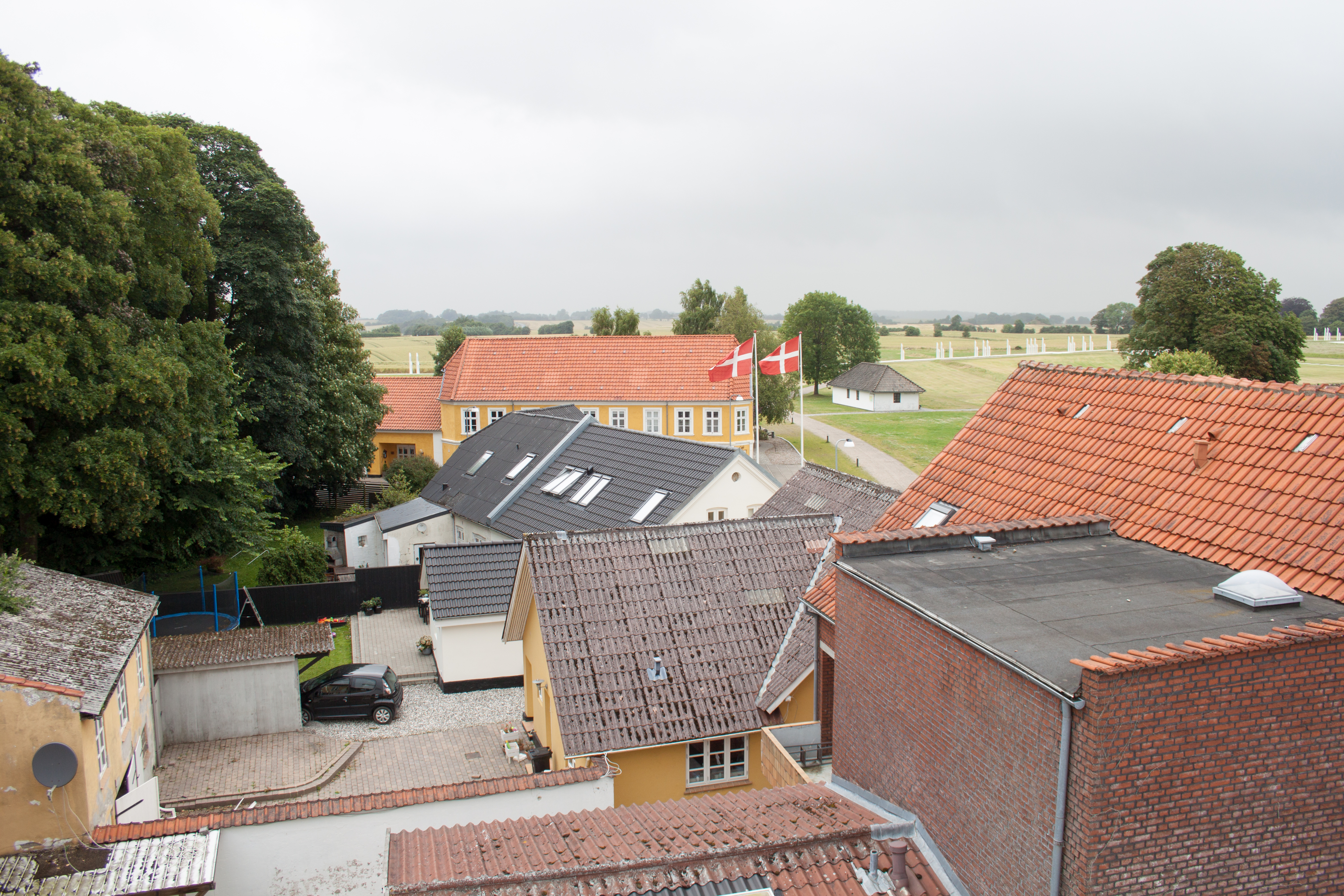
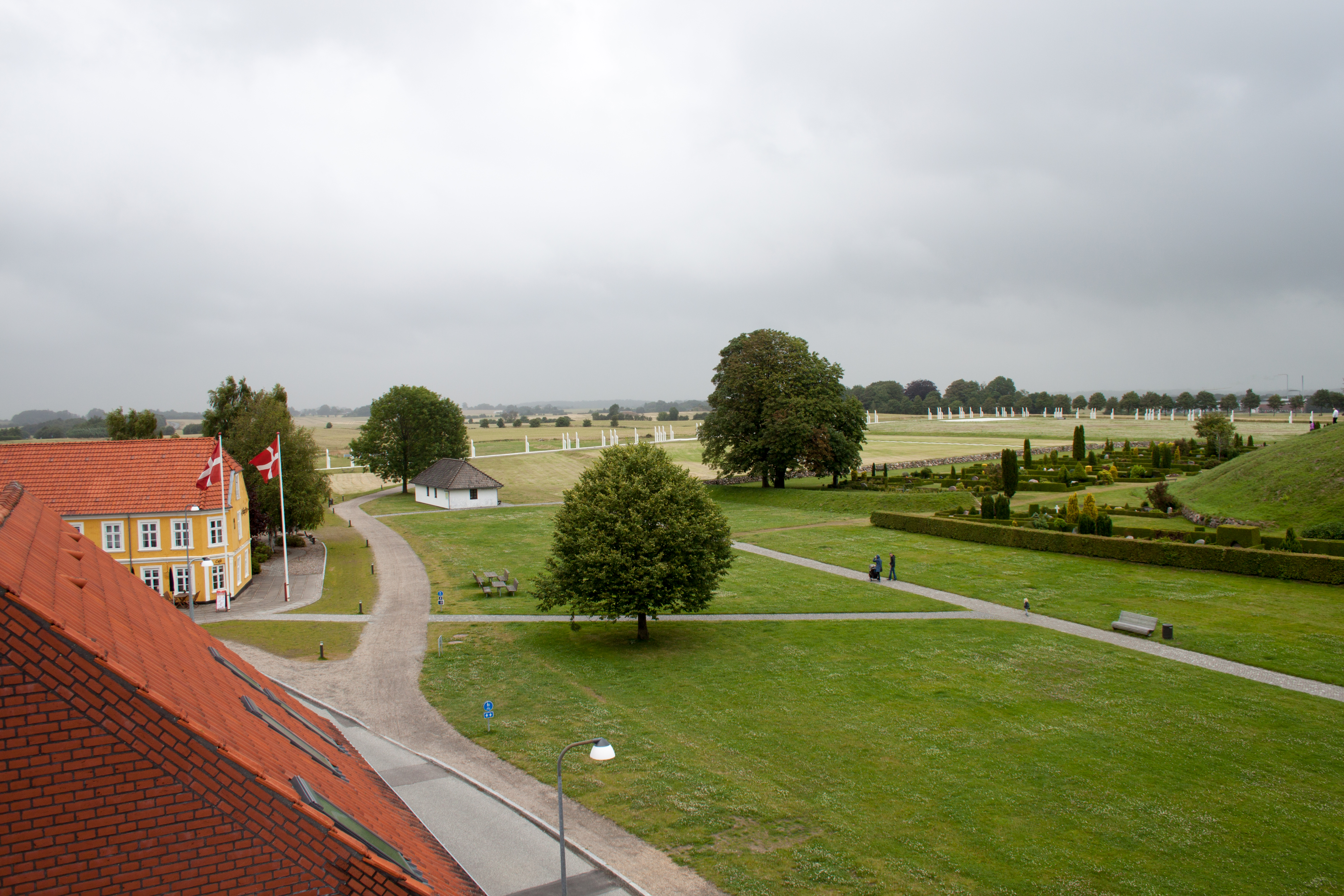
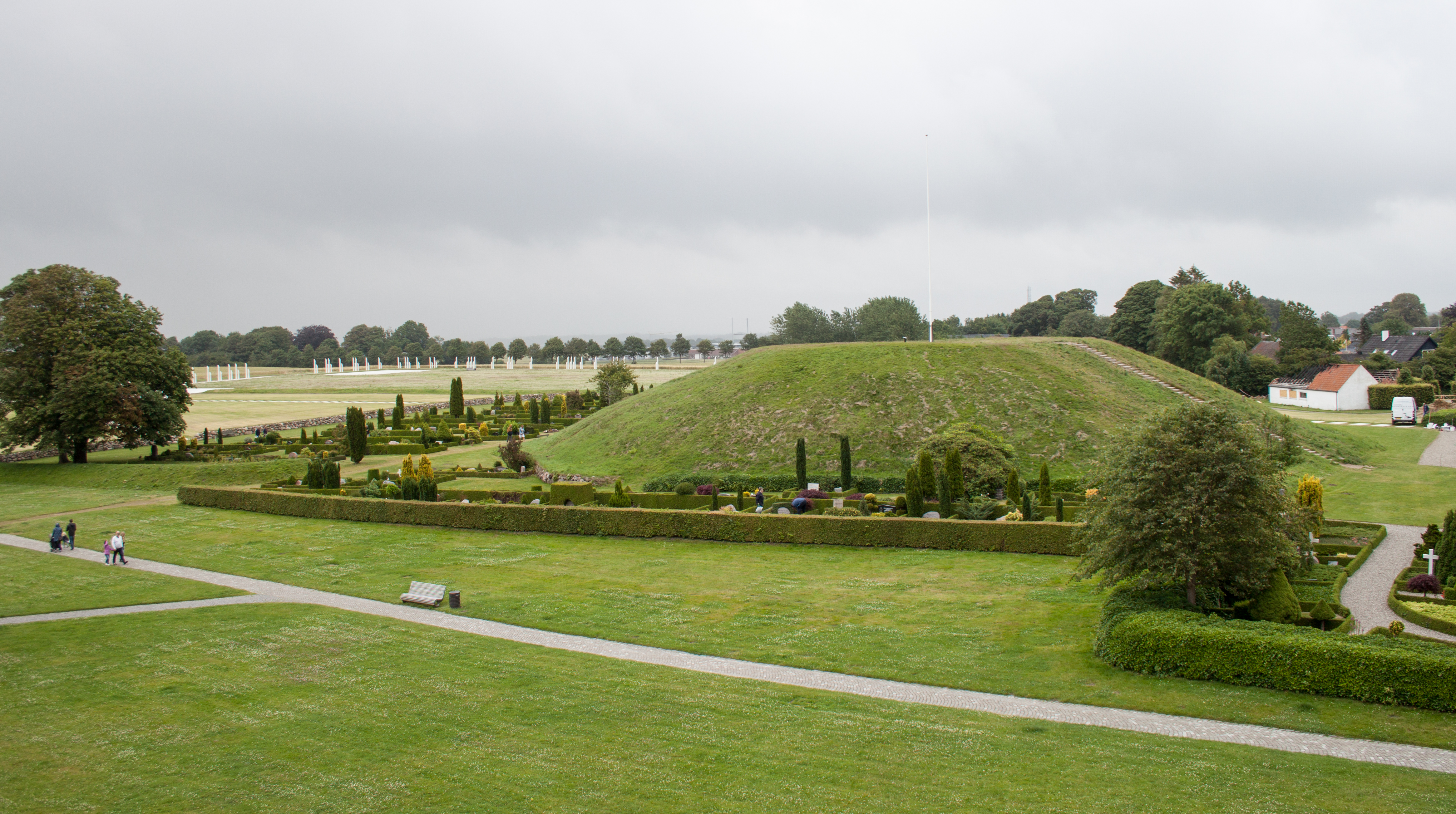
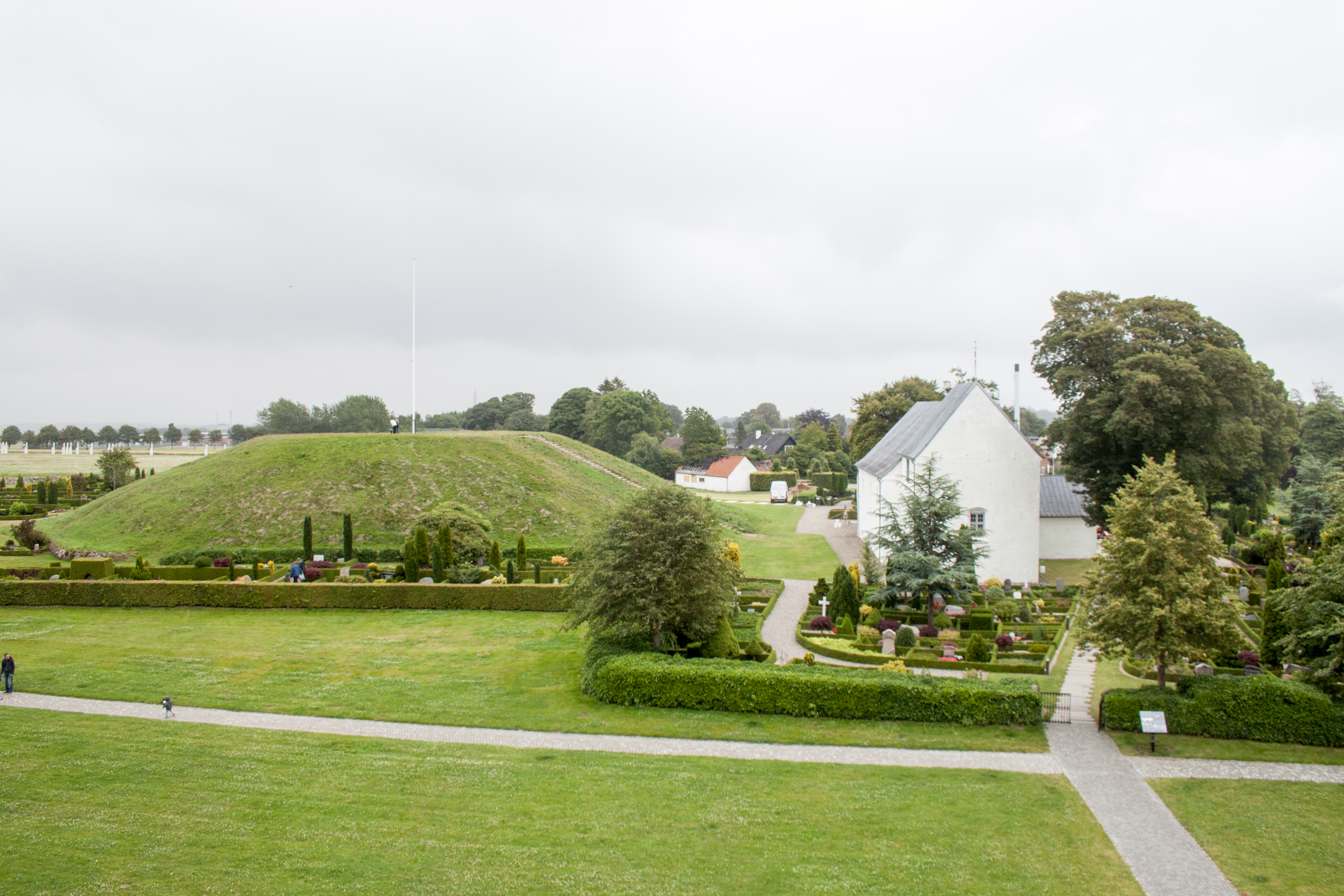
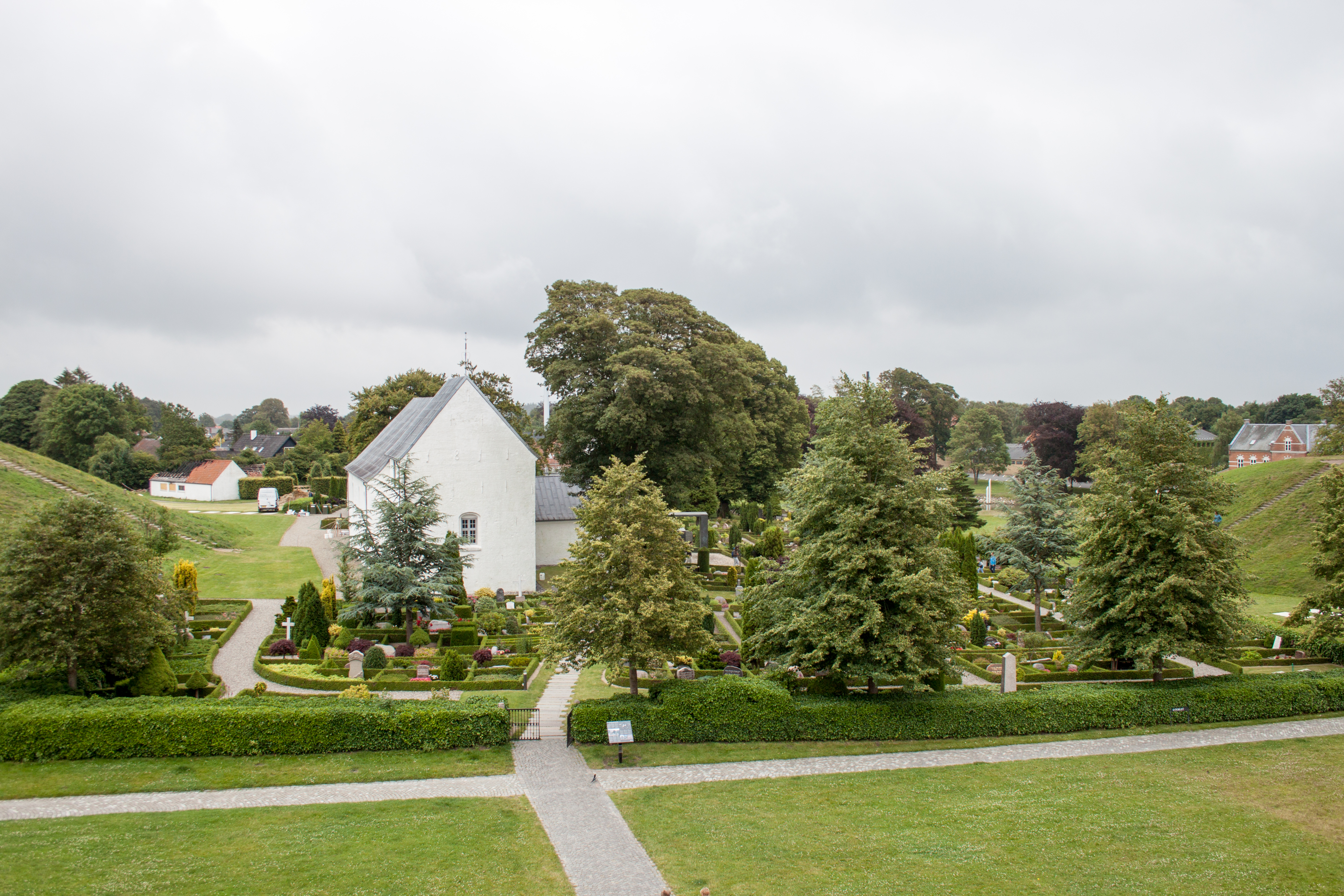
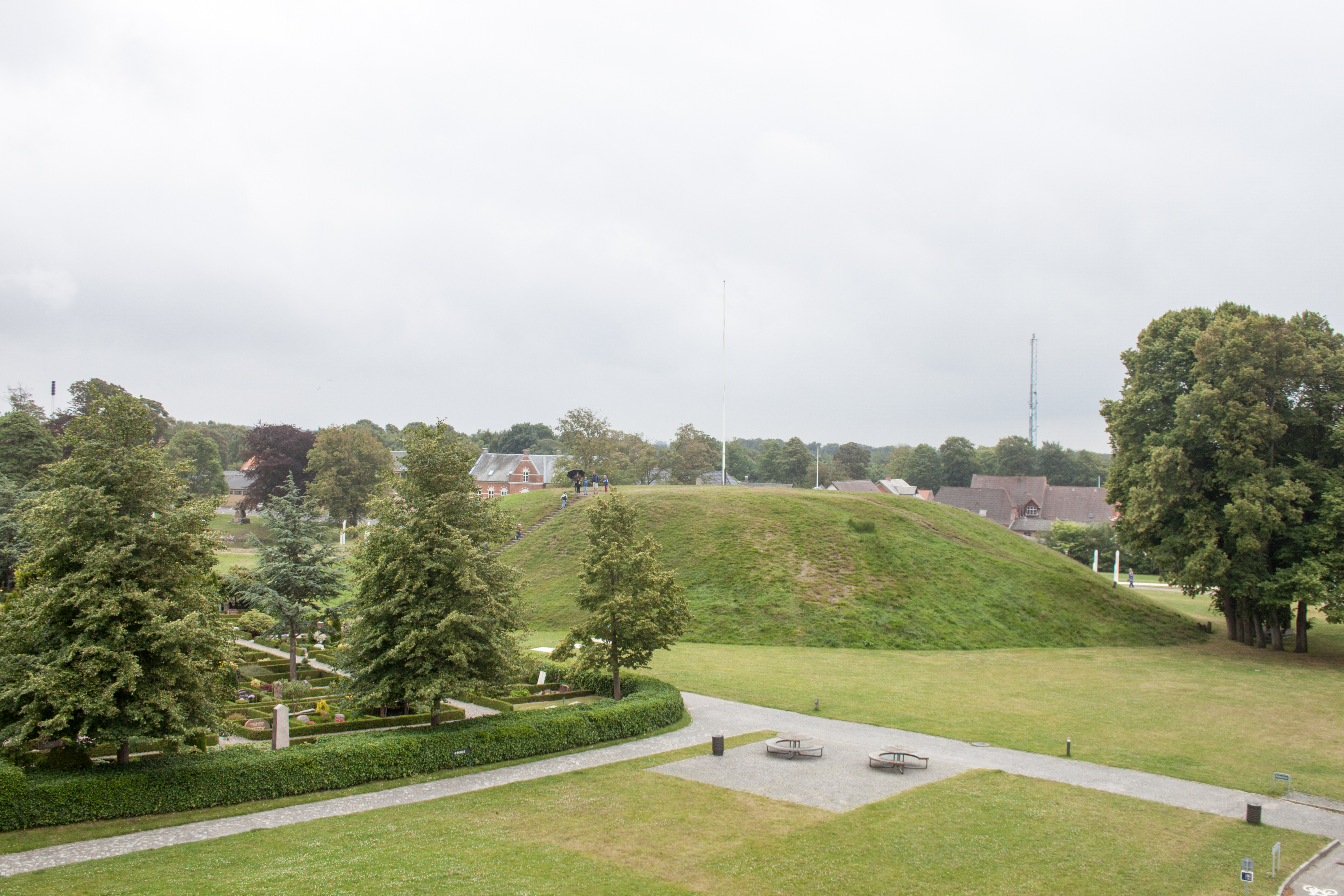